# Камара, Ибраим
Ибраим Камара (фр. Ibrahim Kamara; родился 17 мая 1966, Абиджан, Кот-д’Ивуар) — ивуарийский футболист и футбольный тренер.

## Биография
В качестве игрока выступал за местные команды. Будучи тренером, Камара долгое время трудился с юношескими и молодежной сборной Кот-д’Ивуара. В 2013 году работал со «слонами» на юношеском Чемпионате мира в ОАЭ.
24 марта 2017 года он исполнял обязанности главного тренера сборной Кот-д’Ивуара в товарищеском матче с Россией, в котором африканцы одержали победу со счетом 2:0. В июле 2018 года специалист на полноценной основе возглавил главную национальную команду страны. В 2019 году Камара руководил ивуарийцами на Кубке африканских наций в Египте. На турнире сборная дошла до четвертьфинала, уступив в нем по пенальти будущему триумфатору — сборной Алжира. 21 марта 2020 года Камара покинул свой пост.